# Matylda z Ringelheimu

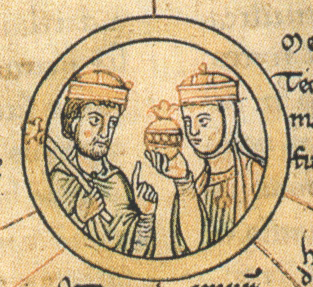
Jindřich a Matylda (iluminace 13. století)

Svatá Matylda z Ringelheimu (c. 895 – 14. března 968) byla manželka východofranského krále Jindřicha I. z dynastie Otonů, od roku 912 saská vévodkyně a v letech 919 až 936 východofranská královna.
Matylda pocházela, jak zdůrazňují saští historikové, „z rodu velkého vévody Widukinda“ (Immedingů), který do roku 785 vedl boj Sasů proti franskému králi Karlu Velikému, což bylo pro pozdější vzestup otonské dynastie důležité. Byla dcerou vestfálského hraběte Dietricha a jeho manželky Reinhildy.

## Život
Detaily o životě Matyldy pocházejí hlavně z krátkých zmínek v kronikách Res gestae saxonicae Widukina z Corvey a dvou biografií (vita antiquior a vita posterior, cca 974 a 1003).
Jako dívka byla poslána do kláštera v Herfordu, kde byla abatyší její babička Matylda. Její reputace půvabné ctnostné dívky (a zřejmě i vestfálské věno) přilákala pozornost vévody Oty I. Saského, který ji zasnoubil se svým nedávno rozvedeným synem a dědicem Jindřichem. Ke sňatku došlo v roce 909. Matylda přivedla na svět pět dětí, které dosáhly dospělého věku: Otu (* 912, týden před smrtí děda); Gerbergu (která se roku 928 vdala za vévodu Giselberta, čímž Jindřich ke své rodině úzce připoutal nejmocnějšího muže v Lotrinsku), Hedviku, Jindřicha (* asi 922, bavorský vévoda) a Bruna (* 925, arcibiskup kolínský).
V roce 912 se Jindřich stal saským vévodou, po smrti Konráda I. byl zvolen východofranským králem. Po smrti manžela v roce 936 Matylda a její syn Ota založili na Jindřichovu památku klášter Quedlinburg. Zprvu zůstala u dvora svého syna Oty, ale byla obviněna, že oslabuje královskou pokladnu, aby financovala své charitativní aktivity. Po krátkém exilu ve Vestfálsku ji však Ota po naléhání své manželky Edity Anglické znovu povolal ke dvoru.
Matylda zemřela v Quedlinburgu v roce 968 a manžela tak přežila o 32 let. Stejně jako Jindřich je pohřbena v klášteře Quedlinburg.